# Margaret Tu Chuan
Margaret Tu Chuan (chinois : 杜娟 ; pinyin : Dù Juān), née en 1942 et morte le 29 novembre 1969 à Hong Kong est une actrice hongkongaise considérée comme une star au cours des années 1960. 

## Biographie
Elle était surnommée "wild girl" (la fille sauvage).
Après un mariage malheureux, elle se suicide en compagnie de son amante le 29 novembre 1969. Ce suicide fait partie d’une « épidémie » de suicides qui décime à cette période les stars féminines du cinéma en mandarin (Ting Hao, Linda Lin Dai, Betty Loh Ti).

## Filmographie partielle
- 1962 : Madam White Snake
- 1966 : Le Trio magnifique
- 1967 :  The Black Falcon
- 1967 : Blue Skies